# Jules Langlois d'Amilly
Le comte Jules Hyacinthe Langlois d'Amilly est un haut fonctionnaire et homme politique français né à Paris le 26 janvier 1795 et mort à Paris le 20 mai 1862.

## Biographie
Maître des requêtes au Conseil d'État en service extraordinaire (1819), puis attaché à la section des finances du Conseil d'État (1820), il fut chevalier de la Légion d'honneur (22 avril 1822).
Le 30 juillet 1830, il fut dépêché au château de Neuilly par les députés présents à Paris qui avaient voté la résolution appelant Louis-Philippe d'Orléans à assumer la lieutenance générale du royaume, et s'efforça de convaincre la duchesse d'Orléans de l'urgente nécessité que son mari se décidât à s'engager. Après les Trois Glorieuses, il fut récompensé de son zèle en étant nommé préfet d'Eure-et-Loir (5 août 1830) et conseiller d'État en service ordinaire (septembre 1830). 
Aux élections du 5 juillet 1831, il échoua dans le 4e collège d'Eure-et-Loir (Nogent-le-Rotrou). Nommé président du collège électoral de Nogent-le-Rotrou au début de 1834, il fut élu, le 21 janvier, député de ce collège. Nommé préfet de l'Orne le 24 mai 1837, il donna sa démission de son mandat de député et fut remplacé, le 1er juillet, par le comte de Salvandy.
Officier de la Légion d'honneur (13 septembre 1841), commandeur (9 décembre 1845), il donna sa démission de son poste de préfet de l'Orne en 1846, fut nommé conseiller général de ce département (1847) et admis à la retraite comme ancien préfet (26 juillet 1847).

## Sources
- « Jules Langlois d'Amilly », dans Adolphe Robert et Gaston Cougny, Dictionnaire des parlementaires français, Edgar Bourloton, 1889-1891 [détail de l’édition]
- « Jules, Hyacinthe Langlois d'Amilly », sur Sycomore, base de données des députés de l'Assemblée nationale (consulté le 17 février 2017)